# Menesia kalshoveni
Menesia kalshoveni är en skalbaggsart som beskrevs av Stefan von Breuning 1957. Menesia kalshoveni ingår i släktet Menesia och familjen långhorningar. Inga underarter finns listade i Catalogue of Life.